# Адриан, Грета
Грета Адриан (швед. Greta Adrian, 13 марта 1893 — 1 апреля 1981) — шведская преподавательница физического воспитания.

## Биография
Грета Адриан родилась в Эребру в 1893 г. В период 1913—1915 гг. она училась в Gymnastiska centralinstitutet (Центральный институт гимнастики). В 1917 г. вышла замуж за Сэма Адриана. В дальнейшем она работала в Каролинской гимназии. После рождения третьего ребёнка она стала работать директором по физическому воспитанию в школе для девочек.
Уже в 1916 г. Грета создала гимнастическое общество для рабочих одной из обувных фабрик в Эребру. Отказавшись от т. н. «коммандо-стиля», она предложила новый способ выполнения гимнастических упражнений как долгую серию движений. Вплоть до 1934 г. Грета Адриан была руководителем мужской спортивной группы Arbetarnas Elit («рабочая элита»), хорошо известной как De Grå («команда серых» — по цвету униформы). Команда выполняла упражнения под музыкальные импровизации Греты на пианино.
Грета Адриан вместе со своим мужем разработала т. н. «Эребру»-стиль, где использовала совершенно новый подход к физическим упражнениям для мужчин и для женщин, который в 1940—1950-х гг. произвёл революцию в преподавании физической культуры в шведских школах. Она также опубликовала несколько учебников по гимнастике.
В 1938 г. Грета Адриан была награждена золотой медалью «Иллис кворум» 5-го разряда. В её честь в Эребру названа улица (Greta Adrians Väg).